# Білок P7

Вторинна структура NCp7. Зеленим позначено амінокислотни, що варіюють залежно від підвиду вірусу.

Просторова структура NCp7. Кульками позначено амінокислотни, «гідрофобного плато».

NC (або р7) (англ. Nucleocapsid Protein ) — це 55-амінокислотний протеїн (7-кДа) ВІЛ.
Зв'язується з вірусною РНК й оберігає її від деструкції. Ймовірно бере участь у зворотній транскрипції. 
Як частина gag відповідає за розпізнавання вірусної РНК при зборці нових копій вірусу.
Віріон містить близько 2000 копій NC

Комплекс NCp7 з однонитковою ДНК. Жовтими кульками позначено атоми цинку, триптофан (W37) та фенілаланін (F16), що взаємодіють з нуклеїновими основами виділено синім.

#### Функції
Сам протеїн є мало структурованим, головна фунуціональність — здатність зв'язуватися з одноланцюговими ДНК та РНК — обумовлена наявністю двох «цинкових пальців» — стійких комплексів з координацією цинку трьома цистеїнами та гістидином, що типово для ретровірусів.